# Ectropothecium lonchocormus
Ectropothecium lonchocormus är en bladmossart som beskrevs av Brotherus och Fleischer 1923. Ectropothecium lonchocormus ingår i släktet Ectropothecium och familjen Hypnaceae. Inga underarter finns listade i Catalogue of Life.